# Арнольд Гартіг
Арнольд Гартіг (* 12 серпня 1878 року в Бранді поблизу Таннвальда, Богемія, сьогодні Танвальд Ждяр, Чехія; † 2 лютого 1972 року в Пуркерсдорфі поблизу Відня) — богемський скульптор і медальєр, який працював у Відні протягом шести десятиліть. Загалом він створив близько 600 робіт.

## Життя та робота
Арнольд Гартіг був учнем гравера по сталі Рудольфа Цітте. Потім він навчався в художньо-ремісничому коледжі в Габлонці на півночі Богемії, а потім у художньо-ремісничій школі у Відні під керівництвом Іштвана Стефана Шварца. Його ранні роботи 1903/1904 років були орієнтовані на стиль модерн. У 1905 році він став членом (а з 1970 року — почесним членом) Віденського музею художників. Він розробив великі рельєфи та медалі із зображенням осіб, а під час Першої світової війни також військові медалі від імені Австрійського управління військового забезпечення.
Після повалення Австро-Угорської монархії Гартіг створював портрети промисловців. Він також співпрацював з Віденським головним монетним двором, для якого розробив численні шилінгові монети. Його портрети композиторів Моцарта, Гайдна, Бетховена та Шуберта стали відомими. У 1930-х роках він повернувся до створення медалі з релігійним натхненням. Він був представлений на Великій німецькій художній виставці в Мюнхені в 1941, 1942 та 1944 роках, отримавши загалом сім пам'ятних дощок та дві медалі.
Після Другої світової війни він створив медалі відомих судетських німців. Серед його пізніх робіт медалі із зображенням, серед інших Папи Пія XII.
У 1964 році була опублікована автобіографія Хартіга «З мого життя». Від фермерського хлопця до художника. Досвід роботи з зображеними особистостями. У 1965 році Арнольд передав свою художню спадщину музею Лавріакум в Еннсі. Його поховали на кладовищі Нойштіфт.

## Основні роботи
- Raphael-Donner Tafel in Essling, heute ein Ortsteil von Wien
- Christus-Statue in der Kirche in Gablonz
- Relief «Bergpredigt» in Aussig
- Bronzemedaille Pius XII, 1950
- 25- und 100-Schilling-Goldmünzen 1926–34[5]
- Wertseite der 25- und 50-Schilling-Silbermünzen (1. Form mit 9 Wappen) 1955–64
- Gedenktafel an die Wiener Rotunde
- Porträt von Karl Landsteiner, befindlich an der Karl Landsteiner Privatuniversität für Gesundheitswissenschaften